# Setsuko Matsudaira
Chichibu-no-miya Setsuko Shinnō-hi (ur. 9 września 1909 w Walton-on-Thames, zm. 25 sierpnia 1995 w Tokio) – księżna Japonii.
Była córką dyplomaty i polityka Tsuneo Matsudairy i jego żony Nobuko Nabeshimy. Jej rodzice pochodzili z rodów arystokratycznych, nie posiadali jednak własnych tytułów.
28 września 1928 w Tokio poślubiła młodszego brata cesarza Hirohito (do 1933 również następcę tronu) - księcia Chichibu (w celu możliwości zawarcia małżeństwa została formalnie adoptowana przez stryja wicehrabiego Morio Matsudairę). Para nie miała dzieci.
Księżna  Setsuko została odznaczona Wielką Wstęgą Orderu Skarbu Korony, Wielkim Krzyżem Orderu św. Michała i św. Jerzego, Wielkim Krzyżem Orderu Imperium Brytyjskiego oraz Wielką Wstęgą Królewskiego Orderu Serafinów. 